# Magnus Härenstam

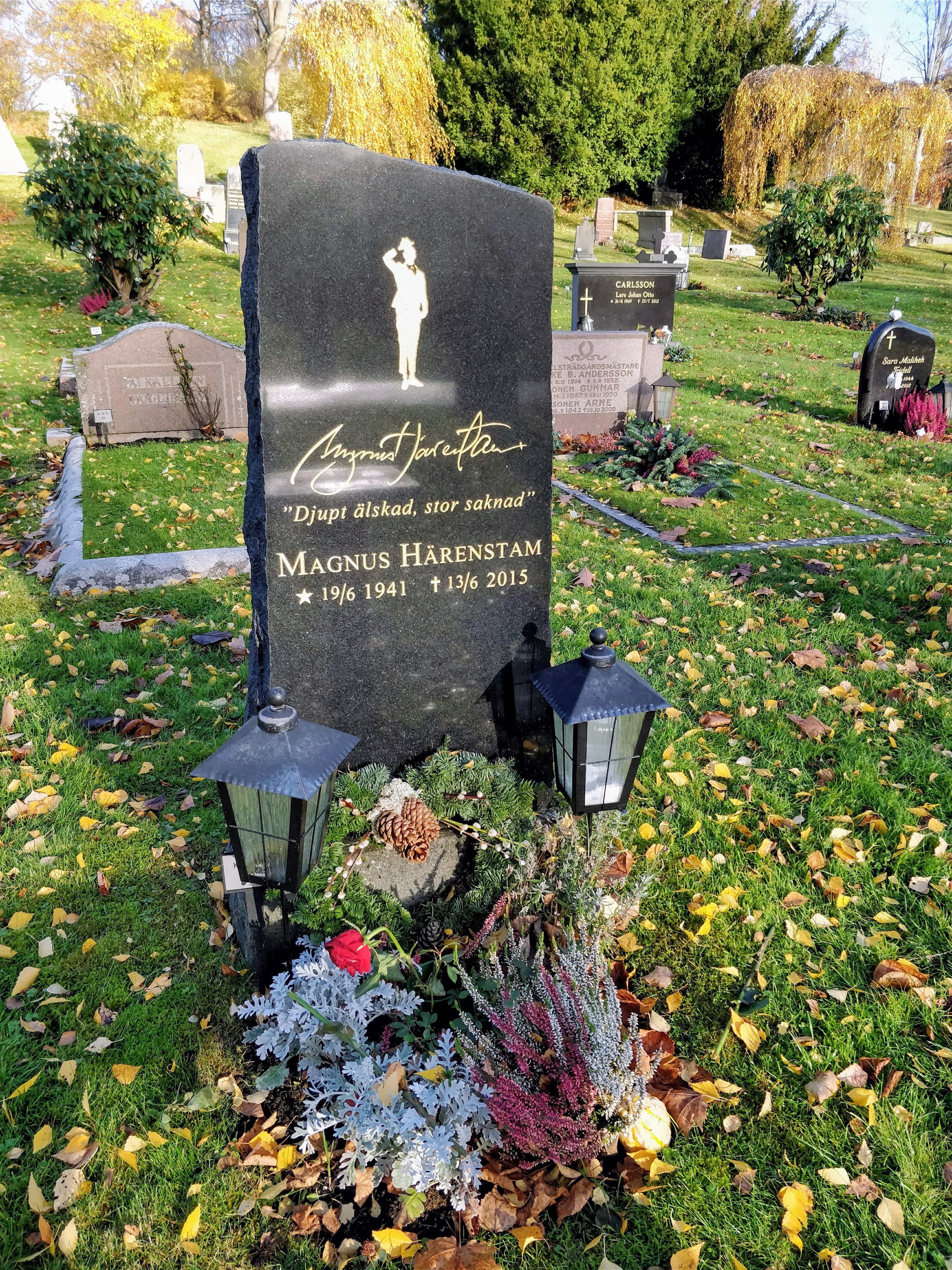
Magnus Härenstams gravvård på Norra begravningsplatsen i Solna.

Johan Herbert Magnus Härenstam, född 19 juni 1941 i Västerviks församling, död 13 juni 2015 i Hedvig Eleonora församling i Stockholm, var en svensk skådespelare, komiker, estradör och TV-programledare. Han medverkade bland annat i barnprogrammet Fem myror är fler än fyra elefanter och var programledare för TV4:s Jeopardy! 1991–2005.

## Biografi

### Bakgrund och familj
Magnus Härenstam var son till lektor Curt Härenstam och adjunkt Elsa Malmberg samt brorson till civilingenjören Filip Härenstam och sonson till Alfred Härenstam. Han växte upp i Tomelilla och Stockholm, tog studenten 1960 och studerade sedan vid Stockholms universitet 1962–1970. Sin första anställning i media fick han efter studierna, som forskningsassistent vid Sveriges radios avdelning för publik- och programforskning, där han arbetade ett år innan han fortsatte som underhållare.
Han började som studentspexare i Humanistiska föreningen vid Stockholms universitet samt som sångare i Stockholms Studentsångare. Under studentåren träffade han Brasse Brännström och Lasse Hallström. Hallström var verksam vid Sveriges Television och anlitade Magnus och Brasse till olika TV-sketcher. Trions första egna TV-serie hette Oj, är det redan fredag 1970. Den följdes av komedikriminalserien Pappas pojkar med Carl-Gustaf Lindstedt.
Härenstam var gift första gången från 1972 med Anita Bendel Härenstam (1942–2003), dotter till ingenjören Torsten Bendel och Margit Svennbeck. Efter att han blivit änkling var han från 2010 till sin död gift med Nationalmuseums marknadschef Birgitta Ryott Härenstam (född Ewerlöf 1946), syster till hovrättsdomaren Göran Ewerlöf. Han fick en dotter och en son i första äktenskapet, dottern Smulan (egentligen Katarina, född 1972) och sonen Tomas (född 1980). Han fick även en dotter, vars namn och födelseår är okänt för allmänheten, i en utomäktenskaplig relation.

### Genombrott och tidig karriär

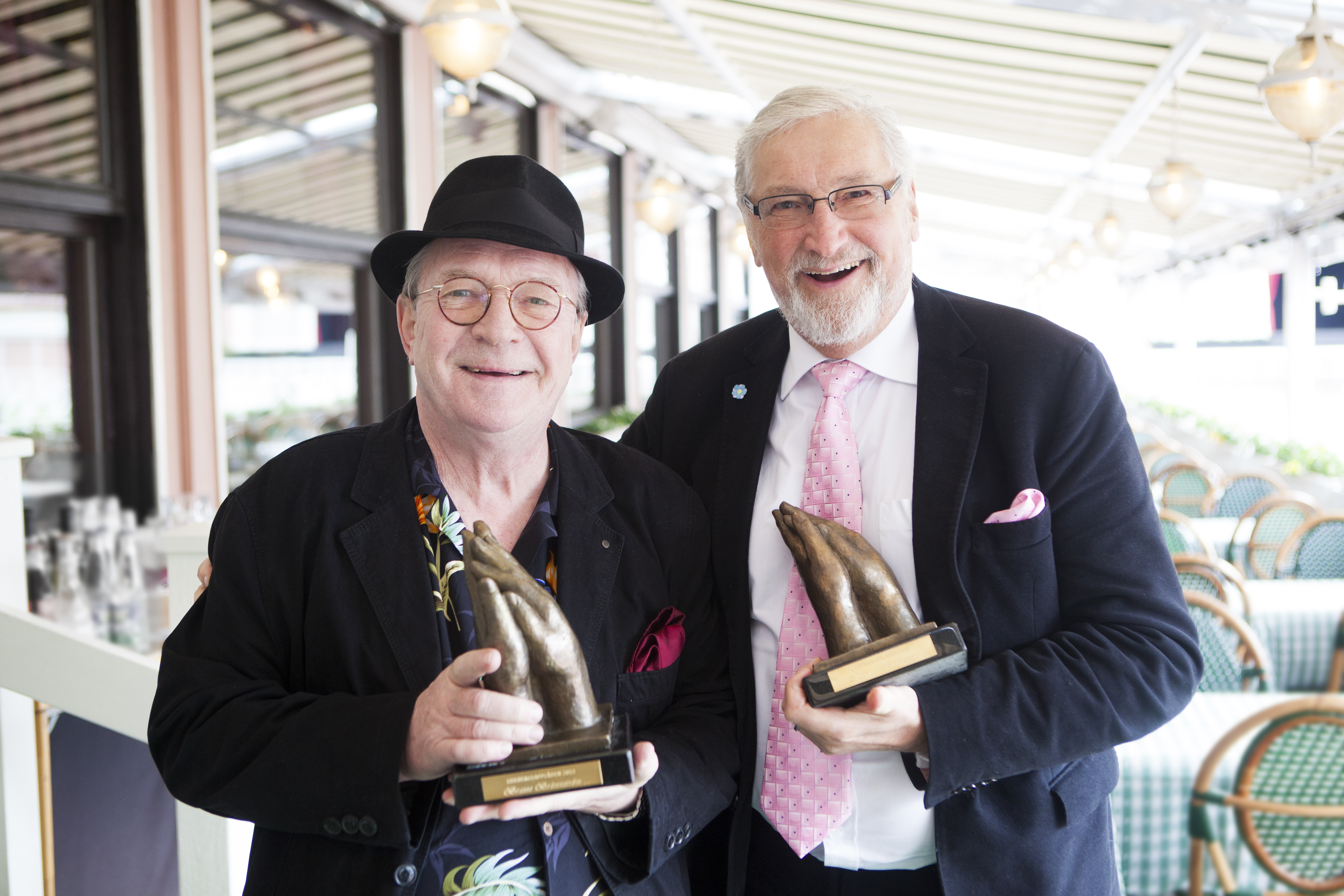
Brasse Brännström och Magnus Härenstam efter att ha mottagit Lisebergsapplåden 2013.

Samarbetet med Brännström pågick intensivt under 17 år, både på scen och i TV. Deras första gemensamma krogshow Magnus och Brasse - levande på Nya Bacchi hade premiär 1974 och innehöll Härenstams klassiska monolog Verkmästarn i magen. Sedan följde shower som Varning för barn och Det är serverat.
TV-genombrottet kom i början av 1970-talet tillsammans med just Brasse Brännström och Carl-Gustaf Lindstedt. Tillsammans spelade de in ett fåtal avsnitt av Pappas pojkar, innan "Magnus och Brasse" gick över till TV:s barnredaktion för barnprogrammet Fem myror är fler än fyra elefanter, där även Eva Remaeus medverkade. Programmet sändes första gången 1973.
På 1980-talet var Härenstam teaterchef för Maximteatern tillsammans med Brännström, Lill Lindfors och Aller Johansson. På Maxim spelade han i musikalen Sugar och i kriminalfarsen Arsenik och gamla spetsar. I slutet av 80-talet turnerade han med sin enmansshow Föredraget och var programledare för tävlingsprogrammet Lagt kort ligger i TV. Han var även programledare för TV-showen Bombardemagnus, en underhållningsserie i åtta avsnitt, som sändes i SVT våren 1985.
Härenstam var mellan 1971 och 2006 ett flertal gånger värd för radioprogrammet Sommar.

### Musikvideo
I den svenska popgruppen Abbas musikvideo till låten When I Kissed the Teacher (1976) spelar Härenstam läraren, som blir kysst. Videon regisserades av Leonard Eek.

### Film och TV
På film medverkade Härenstam i Bo Widerbergs Fimpen 1974, Lasse Hallströms filmer En kille och en tjej (1975), Jag är med barn (1979) och Två killar och en tjej (1983). Han spelade huvudrollen i Tuppen 1981 och medverkade i biroller i Tage Danielssons film Sopor samt i Göta kanal och den första Sällskapsresan. På senare år medverkade han i filmer som Vuxna människor och Hälsoresan – En smal film av stor vikt. Han spelade en elak svärfar i SVT-serien Lite som du 2005–2006 och fanns med i Göta kanal 2 – kanalkampen.
År 1990 spelade han direktörn Hasse Fredriksson i den svensk-norska komediserien Fredrikssons fabrikk i regi av Bo Hermansson. 1991–2005 var Härenstam programledare för frågetävlingen Jeopardy! i TV4. Han gjorde sammanlagt över 2000 program och hann inte med några teaterroller under dessa år.

### Scencomeback och de sista åren
Härenstam gjorde scencomeback i Lasse Berghagens revy på Chinateatern 2003. Han återförenades med sin gamle parhäst Brasse Brännström i Neil Simons komedi Muntergökarna, som gavs på Chinateatern 2005.
År 2006 var Härenstam en av sommarvärdarna i Sveriges Radio P1. Samma år vann han det svenska TV-priset Kristallens hederspris 2006.
I slutet av 2007 deltog Härenstam i SVT-programmet Stjärnorna på slottet och 2009 i släktforskningsprogrammet Vem tror du att du är? som båda visades i SVT. Eftersom det i hans släkt ryktats om att de skulle vara besläktade med släkten von Porat undersökte han i Vem tror du att du är? om så var fallet genom ett DNA-test. Resultatet visade dock att han inte var besläktad med von Porat. Bland Härenstams förfäder finns dock konstnären Sven Nilsson Morin, som gjort inventarier till ett flertal kyrkor, bland annat Kävsjö och Mårdaklevs kyrka. 
År 2013 tilldelades Härenstam, tillsammans med Brännström, priset Lisebergsapplåden vid en ceremoni samma dag som Liseberg öppnade för sommarsäsongen 27 april 2013. År 2014 deltog han i den tecknade filmen Bamse och tjuvstaden, med röst till den nye antagonisten Reinard Räv. Detta var hans sista film. 
Kort före sin bortgång 2015 gav Härenstam ut sina memoarer – Morsning & goodbye – tillsammans med Petter Karlsson  och läste själv in ljudboken. Det sista året av sitt liv turnerade Härenstam med monologen "Morsning & goodbye".
Ett av hans sista publika framträdanden blev när han medverkade i TV-programmet Hellenius hörna. Avsnittet sändes den 15 april 2015, vilket kom att bli 59 dagar före hans bortgång. 
Magnus Härenstam avled 2015 i sitt hem på Östermalm i Stockholm i sviterna av cancer i ryggen, efter att tidigare ha lidit av och botats från prostatacancer.

## Filmografi

### Filmer
- 1968 – Skratt (TV-film)
- 1974 – Fimpen
- 1975 – En kille och en tjej
- 1976 – Kamrer Gunnarsson i skärgården (TV-film)
- 1978 – Picassos äventyr
- 1979 – Jag är med barn
- 1980 – Sällskapsresan – Doktor B. A:son Levander
- 1981 – Göta kanal – Peter Black
- 1981 – Tuppen
- 1981 – Sopor
- 1983 – Två killar och en tjej (roll, manus)
- 1984 – Jokerfejs (roll, manus)
- 1990 – Macken – Roy's & Roger's Bilservice
- 1994 – Fredrikssons fabrik – The movie
- 1995 – Bert – den siste oskulden
- 1999 – Vuxna människor
- 1999 – Tarzan (röst som Tantor)
- 1999 – Hälsoresan – En smal film av stor vikt
- 2002 – Karlsson på taket (röst som Fille)
- 2004 – Superhjältarna (röst som Gilbert Huph)
- 2006 – Sigillet
- 2006 – Bilar (röst som Schassen)
- 2006 – Göta kanal 2 – kanalkampen
- 2009 – Göta kanal 3 – Kanalkungens hemlighet
- 2009 – Upp - Berättare
- 2010 – Äpplet & Masken (röst som Potatis-Moses)
- 2011 – Rio (röst som Rafael)
- 2014 – Bamse och tjuvstaden (röst som Reinard Räv)

### TV
- 1970 – Oj, är det redan fredag? (TV-serie)[16]
- 1973 – Kanal 22 (TV-serie)[17]
- 1973 – Kvartetten som sprängdes (TV-serie)
- 1973–1974 – Fem myror är fler än fyra elefanter (TV-serie) (även julkalender 1977)
- 1973 – Pappas pojkar (TV-serie)
- 1976 – Fleksnes fataliteter (TV-serie) (en episod)
- 1978 – Skyll inte på mig! (TV-serie)
- 1980 – Magnus och Brasse Show (TV-serie)
- 1981–1982 – Svenska Sesam (TV-serie)
- 1985 – Hemma hoz (TV-serie)
- 1985 – Bombardemagnus (TV-serie)
- 1987–1990 – Lagt kort ligger (TV-serie) (frågesport)
- 1990–1993 – Fredrikssons fabrik (TV-serie) (norsk TV-serie)
- 1991–2005 – Jeopardy! (TV-serie) (frågesport)
- 2005 – Lite som du (TV-serie)
- 2007 – Stjärnorna på slottet (TV-serie)
- 2009 – Vem tror du att du är? (Sverige) (TV-serie)
- 2012 – Sam tar över (TV-serie)
- 2014 – Torpederna (TV-serie)

### Teater och krogshower
| År   | Roll              | Produktion                                                             | Regi                   | Teater                                |
| ---- | ----------------- | ---------------------------------------------------------------------- | ---------------------- | ------------------------------------- |
| 1974 |                   | Levande på Nya Bacchi, krogshow Brasse Brännström och Magnus Härenstam |                        | Bacchi Wapen                          |
| 1975 |                   | Varning för barn, krogshow Brasse Brännström och Magnus Härenstam      |                        | Bacchi Wapen/ Restaurang Trädgårn     |
| 1978 |                   | Det är serverat, krogshow Brasse Brännström och Magnus Härenstam       |                        | Berns/ Restaurang Trädgårn            |
| 1979 |                   | Sugar Bob Merrill och Jule Styne                                       | Lars Amble             | Maximteatern                          |
| 1983 | Mortimer Brewster | Arsenik och gamla spetsar Joseph Kesselring                            | Lars Amble             | Maximteatern                          |
| 1987 |                   | Föredraget, stand up comedy-föreställning Magnus Härenstam             |                        | Turné runtom i Sverige från 1987–1990 |
| 1991 | Njegus            | Glada änkan Franz Lehár                                                | Dagny Kronlund         | Galateatern i Malmö                   |
| 2003 |                   | Chinarevyn                                                             | Anders Albien          | Chinateatern                          |
| 2005 | Nils-Olov Olsson  | Muntergökarna (The Sunshine Boys) Neil Simon                           | Bjarni Haukur Thorsson | Chinateatern                          |
| 2008 | Roger de Bris     | The Producers - Det våras för Hitler Mel Brooks                        | Anders Aldgård         | Chinateatern                          |
| 2011 | Allan Mohlin      | Viva la Greta Åke Cato och Mikael Neumann                              | Anders Albien          | Fredriksdalsteatern                   |
| 2012 |                   | Morsning & Goodbye, stand up comedy-föreställning Magnus Härenstam     | Anders Aldgård         | Lisebergsteatern, Göteborg Intiman    |

## Utmärkelser
- H.M. Konungens medalj av 8:e storleken i högblått band (6 juni 2008)[20]
- Kungliga Patriotiska Sällskapets medalj (29 april 2015) för betydande fostrargärning[21]
- Stockholms stads S:t Eriksmedaljen (1 april 2015)[22]